# Keven Cloutier
Pour les articles homonymes, voir Cloutier.
Keven Cloutier, né le 16 novembre 1980 à Beauceville, Québec au Canada, est un joueur et entraîneur canadien de hockey sur glace.

## Carrière de joueur
Après avoir joué entre 1997 et 2001 avec les Huskies de Rouyn-Noranda et les Screaming Eagles du Cap-Breton dans la Ligue de hockey junior majeur du Québec,  Keven Cloutier a joué deux saisons dans l'ECHL. En 2003, il revient au Canada pour évoluer à Saint-Georges en Beauce.
À cette époque le Garaga de Saint-Georges évoluait dans la Ligue de hockey senior majeur du Québec, ligue qui porte maintenant le nom de Ligue nord-américaine de hockey. Depuis ce temps, l’équipe a aussi porté le nom du CRS Express de Saint-Georges et s’appelle maintenant le Cool FM 103,5 de Saint-Georges.
À l’été 2009, il signe en Suisse avec le HC La Chaux-de-Fonds dans le LNB, avant de revenir terminer la saison et de gagner la Coupe Futura avec le CRS Express de Saint-Georges.
Le 27 avril 2012, il devient joueur-actionnaire du Cool FM 103,5 de Saint-Georges et le 21 juin il est nommé capitaine de la formation beauceronne.
Le 3 mai 2013 il fait un retour en Suisse, alors qu'il signe un contrat d'une saison avec une année d'option avec le HC Ajoie de la LNB. Le 3 décembre 2014, les deux parties mettent un terme à leur collaboration.
Le 5 novembre 2022, il compte son 329e but dans la Ligue nord-américaine de hockey, devenant le meilleur buteur de l'histoire de la ligue. 
Le 6 janvier 2024, il récolte son 1000e point dans la ligue et devient par le fait même, le premier joueur à atteindre ce plateau. 
Le 4 avril 2024, il annonce sa retraite en tant que joueur. Le 13 mai 2024, un peu plus d'un mois après sa retraite, il est nommé entraîneur-chef du Cool-FM 103,5. 

## Statistiques de joueur
| Saison              | Équipe                         | Ligue               |     | Saison régulière | Saison régulière | Saison régulière | Saison régulière | Saison régulière |    | Séries éliminatoires | Séries éliminatoires | Séries éliminatoires | Séries éliminatoires | Séries éliminatoires |
| Saison              | Équipe                         | Ligue               | PJ  | B                | A                | Pts              | Pun              | PJ               | B  | A                    | Pts                  | Pun                  |                      |                      |
| 1997-1998           | Huskies de Rouyn-Noranda       | LHJMQ               | 1   | 0                | 0                | 0                | 0                | -                | -  | -                    | -                    | -                    |                      |                      |
| 1998-1999           | Huskies de Rouyn-Noranda       | LHJMQ               | 69  | 15               | 27               | 42               | 40               | 11               | 2  | 3                    | 5                    | 14                   |                      |                      |
| 1999-2000           | Huskies de Rouyn-Noranda       | LHJMQ               | 72  | 34               | 57               | 91               | 54               | 9                | 3  | 3                    | 6                    | 8                    |                      |                      |
| 2000-2001           | Screaming Eagles du Cap-Breton | LHJMQ               | 67  | 32               | 60               | 92               | 92               | 2                | 0  | 0                    | 0                    | 0                    |                      |                      |
| 2001-2002           | Rivermen de Peoria             | ECHL                | 67  | 15               | 26               | 41               | 69               | 5                | 1  | 0                    | 1                    | 2                    |                      |                      |
| 2002-2003           | Ice Pilots de Pensacola        | ECHL                | 69  | 14               | 31               | 45               | 78               | 4                | 0  | 2                    | 2                    | 6                    |                      |                      |
| 2003-2004           | Garaga de Saint-Georges        | LHSMQ               | 46  | 28               | 47               | 75               | 52               | 20               | 11 | 16                   | 27                   | 35                   |                      |                      |
| 2004-2005           | Garaga de Saint-Georges        | LNAH                | 58  | 35               | 58               | 93               | 58               | 11               | 2  | 7                    | 9                    | 10                   |                      |                      |
| 2005-2006           | CRS Express de Saint-Georges   | LNAH                | 44  | 27               | 41               | 68               | 57               | -                | -  | -                    | -                    | -                    |                      |                      |
| 2006-2007           | CRS Express de Saint-Georges   | LNAH                | 38  | 24               | 32               | 56               | 48               | 10               | 5  | 11                   | 16                   | 10                   |                      |                      |
| 2007-2008           | CRS Express de Saint-Georges   | LNAH                | 42  | 16               | 46               | 62               | 26               | 11               | 5  | 12                   | 17                   | 4                    |                      |                      |
| 2008-2009           | CRS Express de Saint-Georges   | LNAH                | 43  | 26               | 67               | 93               | 56               | 11               | 8  | 14                   | 22                   | 12                   |                      |                      |
| 2009-2010           | HC La Chaux-de-Fonds           | LNB                 | 16  | 11               | 14               | 25               | 26               | -                | -  | -                    | -                    | -                    |                      |                      |
| 2009-2010           | CRS Express de Saint-Georges   | LNAH                | 30  | 12               | 45               | 57               | 34               | 18               | 14 | 21                   | 35                   | 20                   |                      |                      |
| 2010-2011           | Cool FM 103,5 de Saint-Georges | LNAH                | 42  | 29               | 52               | 81               | 40               | 9                | 5  | 7                    | 12                   | 10                   |                      |                      |
| 2011-2012           | Cool FM 103,5 de Saint-Georges | LNAH                | 47  | 25               | 53               | 78               | 56               | -                | -  | -                    | -                    | -                    |                      |                      |
| 2012-2013           | Cool FM 103,5 de Saint-Georges | LNAH                | 39  | 25               | 43               | 68               | 64               | 4                | 1  | 2                    | 3                    | 4                    |                      |                      |
| 2013-2014           | HC Ajoie                       | LNB                 | 36  | 18               | 24               | 42               | 44               | -                | -  | -                    | -                    | -                    |                      |                      |
| 2014-2015           | HC Ajoie                       | LNB                 | 17  | 2                | 12               | 14               | 12               | -                | -  | -                    | -                    | -                    |                      |                      |
| 2014-2015           | CP Berne                       | LNA                 | 12  | 4                | 1                | 5                | 6                | -                | -  | -                    | -                    | -                    |                      |                      |
| 2015-2016           | Cool FM 103,5 de Saint-Georges | LNAH                | 38  | 17               | 34               | 51               | 47               | -                | -  | -                    | -                    | -                    |                      |                      |
| 2016-2017           | Cool FM 103,5 de Saint-Georges | LNAH                | 39  | 20               | 25               | 45               | 63               | 12               | 6  | 8                    | 14                   | 25                   |                      |                      |
| 2017-2018           | Cool FM 103,5 de Saint-Georges | LNAH                | 24  | 7                | 16               | 23               | 28               | 9                | 2  | 8                    | 10                   | 32                   |                      |                      |
| 2018-2019           | Cool FM 103,5 de Saint-Georges | LNAH                | 35  | 18               | 24               | 42               | 39               | 8                | 2  | 3                    | 5                    | 4                    |                      |                      |
| 2019-2020           | Cool FM 103,5 de Saint-Georges | LNAH                | 34  | 13               | 24               | 37               | 22               | -                | -  | -                    | -                    | -                    |                      |                      |
| 2021-2022           | Cool FM 103,5 de Saint-Georges | LNAH                | 24  | 4                | 11               | 15               | 14               | 10               | 1  | 6                    | 7                    | 22                   |                      |                      |
| 2022-2023           | Cool FM 103,5 de Saint-Georges | LNAH                | 35  | 10               | 33               | 43               | 22               | 17               | 4  | 13                   | 17                   | 28                   |                      |                      |
| 2023-2024           | Cool FM 103,5 de Saint-Georges | LNAH                | 31  | 7                | 16               | 23               | 36               | 4                | 0  | 0                    | 0                    | 6                    |                      |                      |
| Totaux LHSMQ / LNAH | Totaux LHSMQ / LNAH            | Totaux LHSMQ / LNAH | 690 | 343              | 667              | 1010             | 766              | 154              | 66 | 128                  | 194                  | 222                  |                      |                      |

## Statistiques d'entraîneur
| Saison    | Équipe                         | Ligue |    | PJ | V | D | Pr                          |  | Séries éliminatoires |
| 2024-2025 | Cool FM 103,5 de Saint-Georges | LNAH  | 36 | 25 | 9 | 2 | Défaite en quarts de finale |  |                      |

## Trophées et honneurs personnels
Ligue nord-américaine de hockey
- 2008-2009 : remporte le Trophée Claude Larose remis au joueur le plus utile à son équipe, le Trophée Guy Lafleur remis au meilleur marqueur et élu sur l'équipe d'étoiles.
- 2009-2010 : gagne de la Coupe Futura avec le CRS Express de Saint-Georges.
- 2010-2011 : remporte le Trophée Guy Lafleur remis au meilleur marqueur, le Trophée Maurice Richard remis au meilleur buteur, le Trophée Claude Larose remis au joueur le plus utile à son équipe et élu sur l'équipe d'étoiles.
- 2011-2012 : remporte le Trophée Guy Lafleur remis au meilleur marqueur.
- 2012-2013 : remporte le Trophée Guy Lafleur remis au meilleur marqueur.

## Records
Ligue nord-américaine de hockey
| Énoncé                                                                                    | Record | Remarque |
| ----------------------------------------------------------------------------------------- | ------ | -------- |
| Le plus grand nombre de points en saison régulière en carrière                            | 1010   |          |
| Le plus grand nombre de parties jouées en saison régulière en carrière                    | 690    |          |
| Le plus grand nombre d'aides en saison régulière en carrière                              | 667    |          |
| Le plus grand nombre de buts en saison régulière en carrière                              | 343    |          |
| Le plus grand nombre de points en séries éliminatoires en carrière                        | 194    |          |
| Le plus grand nombre de buts en désavantage numérique en séries éliminatoires en carrière | 9      |          |